# Trigonella balachowskyi
Trigonella balachowskyi är en ärtväxtart som beskrevs av Leredde. Trigonella balachowskyi ingår i släktet trigonellor, och familjen ärtväxter. Inga underarter finns listade i Catalogue of Life.